# Première Division 2003/04 (Burkina Faso)
In 2003/04 werd het 42ste seizoen gespeeld van de Première Division, de hoogste voetbalklasse van Burkina Faso. AS Faso-Yennenga werd kampioen. 

## Eindstand
| Plaats | Club                       | Wed. | W  | G  | V  | Saldo | Ptn. |
| ------ | -------------------------- | ---- | -- | -- | -- | ----- | ---- |
| 1.     | AS Faso-Yennenga           | 22   | 12 | 7  | 3  | 32:14 | 43   |
| 2.     | US Ouagadougou             | 22   | 11 | 7  | 4  | 31:21 | 40   |
| 3.     | Étoile Filante Ouagadougou | 22   | 11 | 6  | 5  | 31:16 | 39   |
| 4.     | Rail Club du Kadiogo       | 22   | 11 | 6  | 5  | 29:18 | 39   |
| 5.     | AS Fonctionnaires (B)      | 22   | 8  | 11 | 3  | 26:14 | 35   |
| 6.     | Santos FC                  | 22   | 8  | 6  | 8  | 19:24 | 30   |
| 7.     | Racing Club de Bobo        | 22   | 6  | 9  | 7  | 18:19 | 27   |
| 8.     | US des Forces Armés        | 22   | 5  | 11 | 6  | 23:21 | 26   |
| 9.     | AS SONABEL Ouagadougou (P) | 22   | 6  | 8  | 8  | 16:28 | 26   |
| 10.    | USFRAN Bobo-Dioulasso      | 22   | 5  | 4  | 13 | 14:30 | 19   |
| 11.    | US Comoé de Banfora        | 22   | 4  | 4  | 14 | 13:31 | 16   |
| 12.    | Kiko FC                    | 22   | 2  | 7  | 13 | 16:32 | 13   |

|     | Kampioen, geplaatst voor CAF Champions League 2005      |
|     | Bekerwinnaar, geplaatst voor CAF Confederation Cup 2005 |
|     | Degradatie-eindronde                                    |
|     | Degradatie naar de Deuxième Division                    |
| (B) | Bekerwinnaar                                            |
| (P) | Promovendus uit de Deuxième Division                    |

## Internationale wedstrijden
CAF Champions League 2005
| Team #1              | Uitslag        | Team #2          | 1e wed | 2e wed |
| -------------------- | -------------- | ---------------- | ------ | ------ |
| TP Mazembe Englebert | 2-2 (4-5 n.p.) | AS Faso-Yennenga | 2-0    | 0-2    |
| AS Faso-Yennenga     | 1-1 (3-5 n.p.) | Ajax Kaapstad    | 1-0    | 0-1    |

CAF Confederation Cup 2005
| Team #1           | Uitslag | Team #2    | 1e wed | 2e wed |
| ----------------- | ------- | ---------- | ------ | ------ |
| AS Fonctionnaires | 3-4     | Al-Ittihad | 3-0    | 0-4    |